# Cristóbal Martínez
Cristóbal Ignacio Martínez Ramírez (Santiago, 30 de abril de 1984) es un ingeniero comercial y político chileno de la Unión Demócrata Independiente. Desde marzo de 2022 ejerce como diputado por el Distrito N.° 19 de la Región de Ñuble. Anteriormente se desempeñó como gobernador de la provincia de Punilla (2018-2020).

## Biografía
Es hijo de Rosauro Martínez Labbé, exmayor de Ejército, exalcade de Chillán y exdiputado, y de Patricia Ramírez del Río. Está casado con Natalia Medina Araque y es padre de dos hijos.
Realizó sus estudios secundarios en el colegio Alemán (Deutsche Schule) de Chillán, del que egresó en 2003. Luego estudió Ingeniería Comercial. Asimismo, ha realizado pasantías de especialización en Irlanda. Profesionalmente se ha desempeñado en el ámbito público y privado. Además, realizó distintas labores en el marco de la Visa para Jóvenes en Nueva Zelanda y Estados Unidos.
El 6 de septiembre de 2018 fue nombrado Gobernador de la provincia de Punilla. Ejerció el cargo hasta el 20 de noviembre de 2020. En el año 2018, asume como encargado del Programa Zona de Oportunidades Valle Itata, del Instituto de Desarrollo Agropecuario (INDAP).
En las elecciones parlamentarias de 2017 se presentó como candidato a diputado independiente por la UDI, sin ser elegido, En 2021 nuevamente presentó su postulación por el Distrito 19, que abarca las comunas de Bulnes, Cobquecura, Coelemu, Ñiquén, Portezuelo, Quillón, Quirihue, Ninhue, Ránquil, San Carlos, San Fabián, San Nicolás, Treguaco, Chillán, Chillán Viejo, Coihueco, El Carmen, Pemuco, Pinto, San Ignacio y Yungay, siendo elegido con 29.939 votos correspondientes a un 17,81% del total de sufragios válidamente emitidos. Asumió el cargo el 11 de marzo de 2022, integrando las comisiones permanentes de Medio Ambiente y Recursos Naturales; Recursos Hídricos y Desertificación; y Deportes y Recreación.

## Historial electoral

### Elecciones parlamentarias de 2017
- Elecciones parlamentarias de 2017 a Diputado por el distrito 19 (Bulnes, Cabrero, Cobquecura, Coelemu, Ñiquén, Portezuelo, Quillón, Quirihue, Ninhue, Ránquil, San Carlos, San Fabián, San Nicolás, Treguaco, Yumbel, Chillán, Chillán Viejo, Coihueco, El Carmen, Pemuco, Pinto, San Ignacio y Yungay)[2]

### Elecciones parlamentarias de 2021
- Elecciones parlamentarias de 2021 a Diputado por el distrito 19 (Bulnes, Cobquecura, Coelemu, Ñiquén, Portezuelo, Quillón, Quirihue, Ninhue, Ránquil, San Carlos, San Fabián, San Nicolás, Treguaco, Chillán, Chillán Viejo, Coihueco, El Carmen, Pemuco, Pinto, San Ignacio y Yungay).[3]